# Ferdinando Bertoni
Ferdinando Giuseppe (Gasparo) Bertoni (15. srpna 1725 Saló – 1. prosince 1813 Desenzano del Garda) byl italský hudební skladatel a varhaník.

## Život
Narodil se 15. srpna 1725 v Saló a hudbu začal studovat v nedaleké Brescii. Okolo roku 1740 odešel do Bologne, kde pokračoval ve studiu u věhlasného hudebního teoretika Giovanni Battisty Martiniho. Po skončení studia se přesunul do Benátek a v roce 1752 tam byl jmenován prvním varhaníkem v bazilice sv. Marka. V letech 1755–1777 působil také jako sbormistr v Ospedale dei Mendicanti. V letech 1778–1783 pobýval v Londýně, kde komponoval opery pro King's Theatre. Po návratu do Benátek vystřídal Baldassara Galuppiho ve funkci kapeníka baziliky sv. Marka, kterou pak zastával až do odchodu do důchodu v roce 1808. Zemřel 1. prosince 1813 v Desenzano del Garda.
Byl velmi plodným skladatelem. Zkomponoval na 70 oper, z nichž naprostá většina je dnes zapomenuta. Patrně jedinou výjimku tvoří opera Orfeo (Benátky, 1776) komponovaná na stejný text jako známější opera Christopha Willibalda Glucka Orfeus a Eurydika z roku 1762. Bertoni však zcela ignotoval Gluckovy reformy a své opery komponoval stále ve starém stylu opera seria.

## Dílo

Nedělní koncert, u klavíru Bertoni.

Zkomponoval přibližně 70 jevištních děl, více než 50 oratorií, 200 jiných chrámových skladeb a mnoho symfonické i komorní hudby.
- La vedova accorta (libreto Antonio Borghese, 1745, Benátky)
- Il Cajetto (libreto Antonio Gori, 1746, Benátky)
- Orazio e Curiazio (libreto Antonio Simeone Sografi, 1746, Benátky)
- Armida, dramma per musica in 3 atti (libreto Bartolomeo Vitturi, 1746, Teatro Sant'Angelo, Benátky)
- Didone abbandonata (libreto Pietro Metastasio, 1747, Palazzo Labia, Benátky)
- Ipermestra (libreto Pietro Metastasio, 1748, Teatro San Samuele, Benátky)
- Le pescatrici (libreto Carlo Goldoni, 1751, Teatro San Samuele, Benátky)
- L'Antigono (libretto Pietro Metastasio, 1752, Benátky)
- I bagni d'Abano (spolupráce Baldassare Galuppi, libreto Carlo Goldoni, 1753, Teatro San Samuele di Benátky)
- Ginevra (libreto Antonio Salvi, 1753, Benátky)
- La moda (libreto Domenico Benedetti, 1754, Benátky)
- Sesostri (libreto Apostolo Zeno a Pietro Pariati, 1754, Teatro Regio di Torino)
- Antigona (libreto Gaetano Roccaforte, 1756, Janov)
- Lucio Vero (libreto Apostolo Zeno, 1757, Teatro Regio di Torino)
- Il Vologeso (libreto Apostolo Zeno, 1759, Padova)
- Le vicende amorose (libreto Pastor Arcade Timido, 1760, Benátky)
- La bella Girometta (libreto Pietro Chiari, 1761, Benátky)
- Ifigenia in Aulide (libreto Vittorio Amedeo Cigna-Santi, 1762, Teatro Regio di Torino)
- Cleonice regina in Siria (pasticio, mezi autory také Johann Christian Bach, libreto Metastasio, 1763, Her Majesty's Theatre, Londýn)
- L'ingannatore ingannato (libreto Pietro Chiari, 1764, Benátky)
- Il Bajazetto (libreto Jacopo Antonio Sanvitale, 1765, Parma)
- L'Olimpiade (libreto Pietro Metastasio, 1765, Benátky)
- Tancredi (libreto Silvio Saverio Balbis, 1766, Teatro Regio di Torino)
- Ezio (libreto Pietro Metastasio, 1767, Teatro San Benedetto, Benátky)
- Semiramide riconosciuta (libreto Pietro Metastasio, 1767, Teatro San Carlo, Neapol)
- Scipione nelle Spagne (libreto Apostolo Zeno a Agostino Piovene, 1768, Teatro Regio Ducale, Miláno)
- Il trionfo di Clelia (libreto Pietro Metastasio, 1769, Teatro Verdi, Padova)
- Alessandro nelle Indie (libreto Pietro Metastasio, 1770, Teatro San Benedetto, Benátky)
- Deccebalo (libreto Antonio Papi, 1770, Treviso)
- Eurione (libreto Antonio Papi, 1770, Udine)
- L'anello incantato (libreto Giovanni Bertati, 1771, Benátky)
- Andromaca (libreto Antonio Salvi, 1771, Teatro San Benedetto, Benátky)
- L'orfane svizzere (libreto Giovanni Bertati, 1773, Livorno)
- Narbale (libreto Pietro Metastasio, 1774, Teatro San Moisè, Benátky)
- Artaserse (libreto Pietro Metastasio, 1776, Forlì)
- Creonte (libreto Gaetano Roccaforte, 1776, Modena)
- Orfeo ed Euridice (Bertoni)|Orfeo ed Euridice (libreto Ranieri de' Calzabigi, 1776, Benátky)
- Telemaco ed Eurice nell'isola di Calipso (libreto Pastor Arcade Echillo Acanzio, 1776, Teatro San Benedetto, Benátky)
- Aristo e Temira (cantata pastorale, 1776, Benátky, Teatro San Benedetto)
- Medonte re d'Epiro (libreto Giovanni De Gamerra, 1777, Teatro Regio, Turín)
- Demofoonte (libreto Pietro Metastasio, 1778, Her Majesty's Theatre di Londýn)
- Quinto Fabio (libreto Apostolo Zeno, 1778, Milán)
- La governante (libreto Carlo Francesco Badini, 1779, Her Majesty's Theatre, Londýn)
- Il soldano generoso (1779, Londýn)
- Il duca di Atene (libreto di Carlo Francesco Badini, 1780, Her Majesty's Theatre, Londýn)
- Armida abbandonata (libreto Bartolomeo Vitturi, 1780, Teatro San Benedetto, Benátky)
- Cajo Mario (libreto Gaetano Roccaforte, 1781, Benátky)
- Il convito (libreto Antonio Andrei, 1782, Her Majesty's Theatre, Londýn)
- Giunio Bruto (1782, Londýn)
- Cimene (1783, Her Majesty's Theatre di Londýn)
- Eumene (libreto Apostolo Zeno, 1784, Teatro San Benedetto, Benátky)
- Nitteti (libreto Pietro Metastasio, 1789, Teatro San Samuele, Benátky)
- Angelica Medoro (libreto Gaetano Sertor, 1791, Benátky)
- Adria consolata, festa teatrale in 4 scene, libreto Melchiorre Cesarotti, Teatro La Fenice, Benátky, 1803)